# آلاقیه
آلاقیه یکی از روستاهای استان آذربایجان شرقی است که در دهستان نظرکهریزی بخش نظرکهریزی شهرستان هشترود واقع شده‌است.
در حال حاضر تعداد خانوار ساکن در این روستا حدودا۹۳ خانوار می باشد
حدودی نیمی از خانوار این روستا درسالهای قبل به جاهای مختلف کوچ کرده اند.
از ۶۰۰ نفر ساکن در روستا ۴۰۰ نفر به کار بتن ریزی مشغول بوده و باهم دیگر رقابت تنگاتنگی در گرفتن کارهای استان آذربایجان شرقی دارند.‌